# Ludwig Meyer (Politiker, 1886)

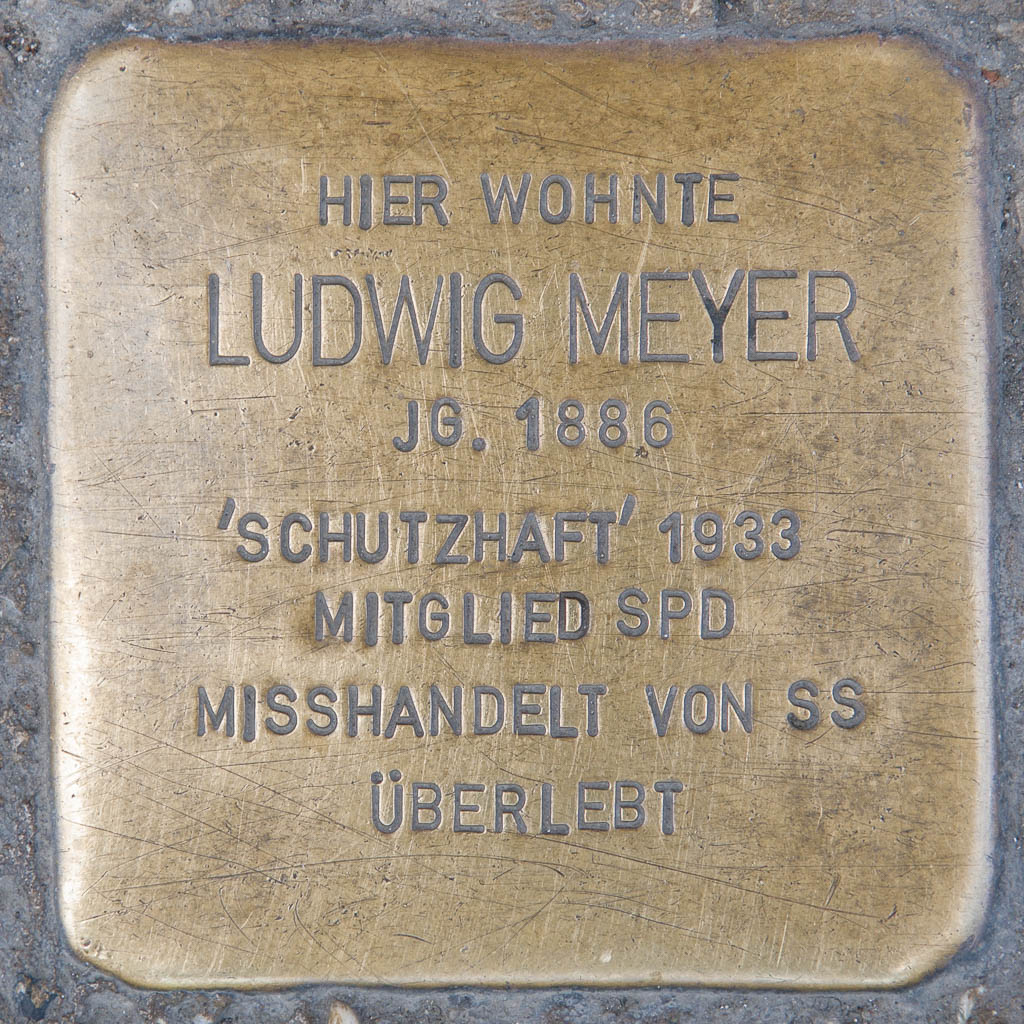
Stolperstein von Ludwig Meyer in der Mohrenstraße 36

Ludwig Meyer (* 15. April 1886 in Neustadt bei Coburg; † 11. August 1957 in Coburg) war ein deutscher Kommunalpolitiker (SPD). Er war von 1945 bis 1948 Oberbürgermeister der Stadt Coburg und von 1946 bis 1950 Abgeordneter des Bayerischen Landtags.

## Leben
Meyer machte eine Ausbildung zum Modellierer und arbeitete anschließend in einem Coburger Betrieb als Augeneinsetzer für Puppen. Meyers genaues Eintrittsdatum in die SPD ist unbekannt, von 1924 bis 1933 war Meyer im Stadtrat von Coburg. Nachdem die NSDAP in Coburg an die Macht gekommen war, wurde Meyer von verschiedenen Stellen unter Druck gesetzt und nach einer Schutzhaft aus dem Stadtrat entfernt. Später wurde Meyer in das Konzentrationslager Dachau gebracht.
Nach dem Kriegsende wurde Meyer am 18. Mai 1945 von den Amerikanern zum Zweiten Bürgermeister Coburgs ernannt. Kurz darauf gründete Meyer mit anderen SPD-Mitgliedern den Ortsverein Coburg. Nachdem am 19. Dezember 1945 Eugen Bornhauser als kommissarischer Oberbürgermeister zurücktrat, wurde Meyer am 20. Dezember von der amerikanischen Militärregierung als Oberbürgermeister eingesetzt. 1946 war er Mitglied der Verfassunggebenden Landesversammlung, im selben Jahr wurde er in den Bayerischen Landtag gewählt, dem er eine Wahlperiode lang bis 1950 angehörte. im Landtag war er Mitglied des Ausschusses für Entnazifizierungsfragen, des Besoldungsausschusses und des Verkehrs- und Untersuchungsausschusses für Kfz-Beschlagnahmungen.
Ludwig Meyer starb am 11. August 1957. Heute erinnert in der Mohrenstraße 36 ein Stolperstein an ihn.